# 안토니우 호제리우 시우바 올리베이라
안토니우 호제리우 시우바 올리베이라(포르투갈어: Antônio Rogério Silva Oliveira, 1981년 11월 21일 ~ )는 인디우(Índio)라고 불리는 브라질 이타티라 출신의 축구 선수이다. 현재 포르투갈의 베이라마르에서 활약하고 있다. 2008년부터 K리그의 경남 FC, 전남 드래곤즈에서 활약하였으며, K리그 등록명은 인디오이다.

## 축구인 경력

### 선수 경력
브라질 리그에서 활약하다 2008년 3월, 대한민국 K리그의 경남 FC로 이적하여 2008 K-리그에서 21경기에 출장하여 6골 5도움을 기록하는 등 좋은 활약을 펼쳤다.
2009시즌이 끝난 후 임대 기간이 끝난 인디오를 경남 측에선 완전 이적으로 영입하려 하였으나 원소속팀인 EC 비토리아에서 높은 이적료를 요구하여 이적이 불발되어 비토리아로 복귀하였다.
2010년 2월, 전남 드래곤즈로 다시 임대 이적하며 K리그로 복귀하였다.